# Cuscuta castroviejoi
Cuscuta castroviejoi är en vindeväxtart som beskrevs av M. A. Garcia. Cuscuta castroviejoi ingår i släktet snärjor, och familjen vindeväxter. Inga underarter finns listade i Catalogue of Life.